# Финкель, Эмманюэль
Эмманюэль Финкель (фр. Emmanuel Finkiel; род. 30 октября 1961, Булонь-Бийанкур, Франция) — французский кинорежиссёр, сценарист и актёр.

## Биография
Эмманюэль Финкель родился 30 октября 1961 в Булонь-Бийанкуре, в департаменте О-де-Сен во Франции. Начал свою кинематографическую карьеру в 1979 году как помощник режиссёра. Работал с такими выдающимися режиссёрами, как Жан-Люк Годар, Кшиштоф Кесьлёвский и Бертран Тавернье.
В 1997 году Финкель дебютировал как режиссёр короткометражки «Мадам Жак на набережной Круазет», получив за неё французскую национальную кинопремию «Сезар» за лучший короткометражный фильм. Два года спустя он срежиссировал свой первый полнометражный фильм «Путешествия», который был отмечен рядом наград на международных кинофестивалях, и за который Финкель получил Приз Луи Деллюка и «Сезара» за лучший дебютный фильм.
В 2017 году Эмманюэль Финкель адаптировал для кино автобиографический роман Маргерит Дюрас, поставив по собственному сценарию драму «Боль» с Мелани Тьерри в роли самой писательницы. Фильм был представлен в конкурсных программах ряда национальных и международных кинофестивалей и в конце 2018 года выдвигался от Франции претендентом на 91-ю премию «Оскар» Американской киноакадемии в номинации за лучший фильм на иностранном языке. В 2019 году лента была номинирована в 8-ми категориях на получение французской национальной кинопремии «Сезар», в том числе за лучший фильм и лучшую режиссёрская работа.